# Đỗ Quốc Sam
Đỗ Quốc Sam (1929–2010) là một Giáo sư, Tiến sĩ Khoa học, nguyên Đại biểu Quốc hội Việt Nam, nguyên Ủy viên Ban Chấp hành Trung ương Đảng Cộng sản Việt Nam, Bộ trưởng đầu tiên của Bộ Kế hoạch và Đầu tư Việt Nam, khi Bộ này được đổi tên sang từ Ủy ban Kế hoạch nhà nước (cơ quan ngang Bộ, tiền thân).

## Tiểu sử
Đỗ Quốc Sam sinh ngày 29 tháng 5 năm 1929, quê ở Thôn Thái Bình, xã Mai Lâm, huyện Đông Anh, thành phố Hà Nội. Ông là con trai út của cụ Đỗ Ngọc Toại, một nhà nho, dạy học ở Đình Bảng (Bắc Ninh), từng tham gia kháng chiến và giữ chức Chủ tịch Mặt trận Tổ quốc tỉnh Bắc Ninh.
Được sự giáo dục của cha, từ nhỏ, ông đã theo học Nho học, sau tuổi thiếu niên bắt đầu học Tây học. Trong thời kỳ kháng chiến chống thực dân Pháp, ông tham gia dạy học ở các vùng kháng chiến.

## Hoạt động trong ngành Xây dựng
Từ năm 1951 đến năm 1958 ông theo học ở trường Khoa học cơ bản Nam Ninh và Học viện Cầu đường Đường Sơn, Trung Quốc.
Sau khi tốt nghiệp, ông về nước giảng dạy tại trường Đại học Bách khoa Hà Nội, là Chủ nhiệm bộ môn Công trình khoa Xây dựng.
Năm 1964, ông đạt học vị Tiến sĩ Khoa học, tại trường Đại học Xây dựng Moskva (MUCU), Liên Xô. Sau khi về nước, ông được phân công giữ chức vụ Phó chủ nhiệm khoa Xây dựng trường Đại học Bách khoa Hà Nội.
Khi trường Đại học Xây dựng Hà Nội được thành lập, từ khoa Xây dựng trường Đại học Bách khoa (tách khỏi trường Bách khoa), ông được cử làm Chủ nhiệm Khoa Xây dựng của trường Đại học Xây dựng. Năm 1977, ông được bầu là Hiệu trưởng trường Đại học Xây dựng Hà Nội (nhiệm kỳ 1977–1982). Trong thời gian công tác tại Đại học Xây dựng ông chủ trì nhiều đề tài nghiên cứu về Công trình Kết cấu thép và có công trong việc xây dựng lực lượng cán bộ giảng dạy, cán bộ nghiên cứu về kết cấu xây dựng của Việt Nam. Năm 1980, ông được phong học hàm Giáo sư.
Ông là Đại biểu Hội đồng nhân dân thành phố Hà Nội khoá VII (1977–1981). Đại biểu Quốc hội Khóa VIII, Khóa IX và Khóa X, thành viên Ủy ban Kinh tế và Ngân sách Quốc hội khóa X.
Năm 1982 (tháng 6 năm 982 đến tháng 10 năm 1982), từ trường Đại học Xây dựng, ông chuyển lên giữ chức Chủ nhiệm Ủy ban Xây dựng cơ bản Nhà nước.

## Hoạt động quản lý kinh tế
Năm 1988–1989, ông giữ chức Trưởng ban Công nghiệp Trung ương Đảng, rồi Phó Chủ nhiệm thứ nhất Ủy ban Kế hoạch Nhà nước (tiền thân của Bộ Kế hoạch Đầu tư), kiêm Phó Chủ nhiệm Ủy ban Nhà nước về Hợp tác và Đầu tư.
Năm 1991, ông được cử giữ chức Chủ nhiệm Ủy ban Kế hoạch Nhà nước, và là Bộ trưởng Bộ Kế hoạch và Đầu tư, khi bộ này được thành lập từ Ủy ban Kế hoạch Nhà nước.
Ông là Ủy viên dự khuyết Ban Chấp hành Trung ương Đảng Cộng sản Việt Nam khóa VI; Tại Đại hội VII của Đảng Cộng sản Việt Nam, ông được bầu là Ủy viên Ban Chấp hành Trung ương Đảng Khóa VII (1991–1996).
Năm 1996, ông thôi chức Bộ trưởng, và chuyển sang giữ chức Chủ tịch Hội đồng Thẩm định Nhà nước về các Dự án đầu tư và Ủy viên Hội đồng Chính sách Khoa học và Công nghệ Quốc gia cho đến khi nghỉ hưu, tháng 1 năm 2007.
Ngoài ra, Ông còn làm Đồng Chủ tịch của Diễn đàn Kinh tế Pháp – Việt.
Ngày 24 tháng 6 năm 2010 (9h45), ông qua đời tại Bệnh viện Hữu Nghị, Hà Nội, hưởng thọ 82 tuổi, và được an táng ngày 30 tháng 6 năm 2010 tại Nghĩa trang Mai Dịch, Hà Nội.

## Công trình Khoa học
- Về Công nghiệp hóa, Hiện đại hóa ở Việt Nam – Tạp chí Cộng sản Điện tử, Số phát hành 108 – 2006.[7]
- Lại bàn về cải cách hành chính – Tạp chí Cộng sản Điện tử, Số 7 (151) năm 2008.[8]

## Danh hiệu Tôn vinh
- Huân chương Độc lập hạng Nhất;
- Huân chương Lao động hạng Nhất;
- Huân chương Kháng chiến chống Pháp hạng Nhì;
- Huân chương Kháng chiến chống Mỹ cứu nước hạng Nhất;
- Bằng Khen của Thủ tướng Chính phủ;
- Huy hiệu 50 năm tuổi Đảng Cộng sản Việt Nam;
- Huân chương Quốc công do Cộng hòa Pháp trao tặng.

## Gia đình
- Phu nhân là Nguyễn Phương Nhã (cưới 1961), là con gái của giáo sư Nguyễn Xiển.
- Con trai là Đỗ Quốc Anh (sinh 18/6/1980) đạt Huy chương Vàng Olympic Toán Quốc tế năm 1997,[9] đã tốt nghiệp Tiến sĩ Kinh tế tại Khoa Kinh tế Đại học Harvard.